# Xã Adams, Quận Harrison, Missouri
Xã Adams (tiếng Anh: Adams Township) là một xã thuộc quận Harrison, tiểu bang Missouri, Hoa Kỳ. Năm 2010, dân số của xã này là 135 người.